# バカラオ・アル・ピルピル

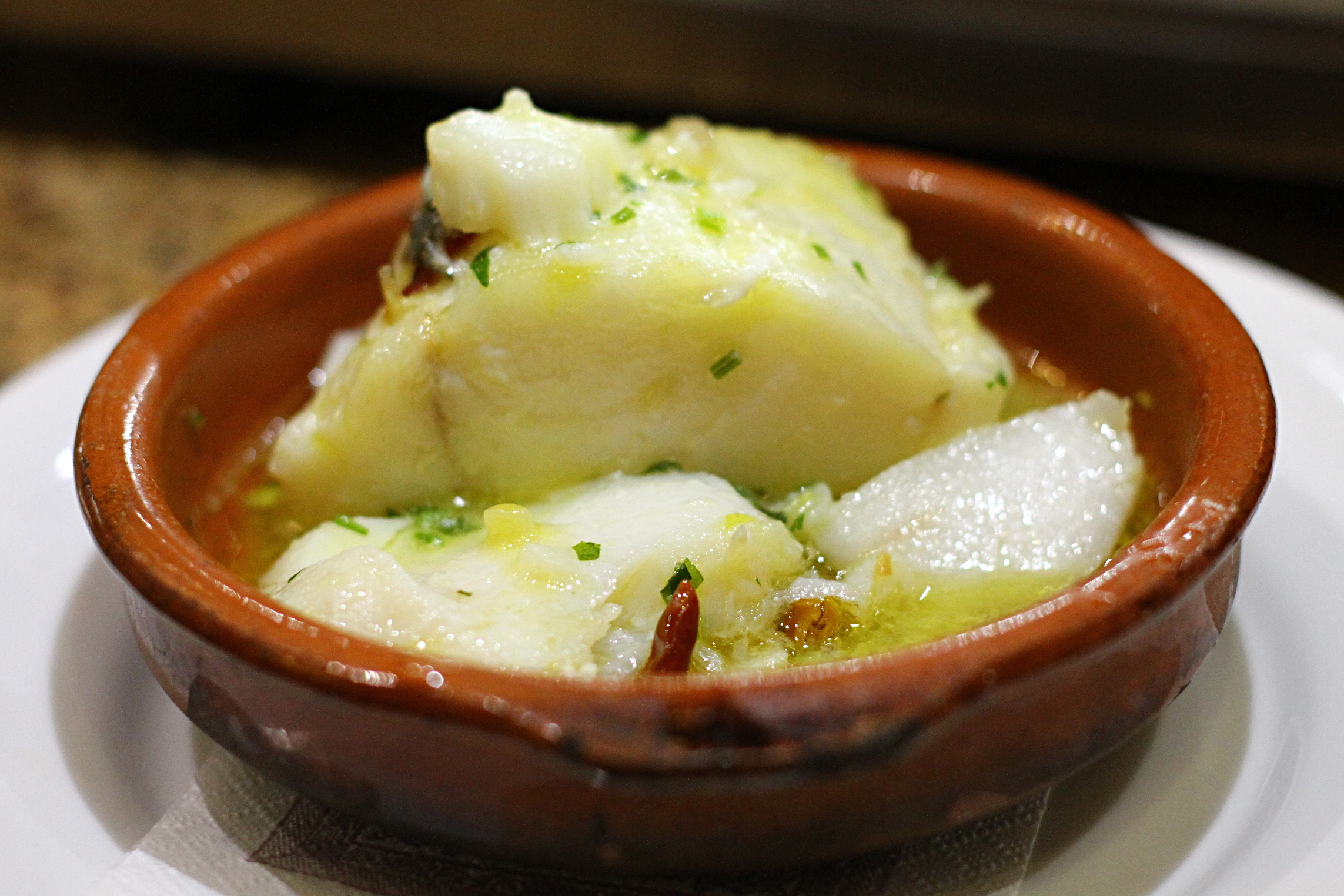
バカラオ・アル・ピルピルの例

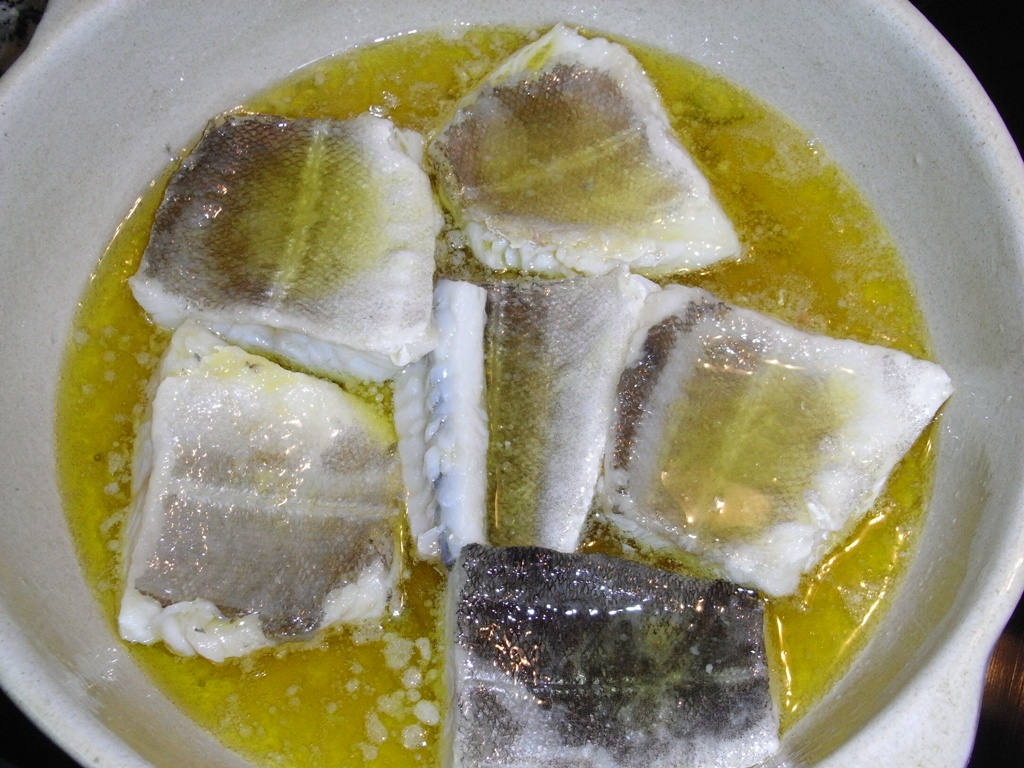
バカラオ・アル・ピルピルの例

バカラオ・アル・ピルピル（バスク語: Bakailao pil-pilean
、スペイン語: Bacalao al pil pil）は、スペイン・バスク地方の伝統料理である。干しタラのオリーブオイル煮込み。
塩抜きしたバカラオ（干しタラ）、ニンニク、赤トウガラシをオリーブオイルで煮た料理である。
「ピルピル」は「オリーブオイルのはねる音」の擬音から採られた。